# Farsund

Vest-Agder megye elhelyezkedése Norvégiában.

Farsund község elhelyezkedése Vest-Agder megyében.

Farsund község címere.

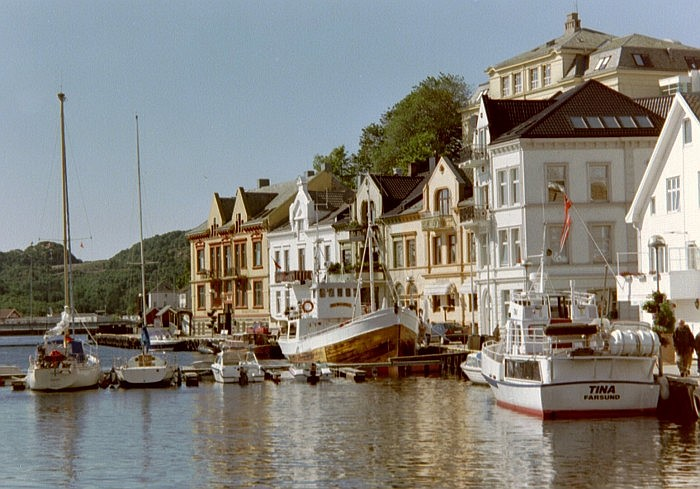
Farsund város.

Farsund város és község Norvégia déli Sørlandet földrajzi régiójában, Vest-Agder megyében, a Skagerrak tengerszoros partján.
A község területe 262 km², népessége 9392 (2008. január 1-jén). Területben a megye egyik legkisebb, de ugyanakkor egyik legnépesebb községe. A lakosság Frasund városon kívül főképp Vanse és Vestbygda falvakban összpontosul.
Farsund községet 1838-ban hozták létre (lásd: formannskapsdistrikt), bár kereskedelmi központi státusszal már 1795-től rendelkezett. 1965-ben beleolvadtak Herad, Lista és Spind községek. 
Délen a tenger, északon Kvinesdal, illetve északon és keleten Lyngdal községek határolják. 
Bár nem nagy község, Vest-Agder megye legtekintélyesebb mezőgazdasági területeivel rendelkezik: 26 km² szántója, 88 km² erdője és 17 km² édesvízi területe van.

## Külső hivatkozások
- Farsund község honlapja (norvégül)